# Arcovenator
Arcovenator là một chi khủng long, được Tortosa Buffetaut Vialle Dutour Turini & Cheylan mô tả khoa học năm 2013.